# Lillpite
Lillpite è una località (tätort in svedese) del comune di Piteå (contea di Norrbotten, Svezia).
Nel 2005 la popolazione era di 454 abitanti.